# Delaney Schnell
Delaney Schnell (Tucson, 21 december 1998) is een Amerikaanse schoonspringer.

## Carrière
Bij haar internationale debuut, op de Pan-Amerikaanse Spelen 2015 in Toronto, eindigde Schnell als achtste op de 10 meter toren, op de 10 meter toren synchroon eindigde ze samen met Samantha Bromberg op de vierde plaats.
Tijdens de wereldkampioenschappen schoonspringen 2017 in Boedapest eindigde ze als 27e op de 10 meter toren. Op de wereldkampioenschappen schoonspringen 2019 in Gwangju veroverde de Amerikaanse de bronzen medaille op de 10 meter toren.

## Internationale toernooien
| Jaar | Olympische Spelen | Wereldkampioenschappen | Pan-Ams                                                           |
| ---- | ----------------- | ---------------------- | ----------------------------------------------------------------- |
| 2015 |                   | geen deelname          | 8e 10 m toren 4e 10 m toren synchroon Samen met Samantha Bromberg |
| 2016 | geen deelname     |                        |                                                                   |
| 2017 |                   | 27e 10 m toren         |                                                                   |
| 2018 |                   |                        |                                                                   |
| 2019 |                   | 10 m toren             | 1-5 augustus                                                      |